# GOES 5
GOES 5, conocido como GOES-E antes de entrar en servicio, fue un satélite meteorológico gestionado por la National Oceanic and Atmospheric Administration de los Estados Unidos como parte del sistema Geostationary Operational Environmental Satellite. Lanzado en 1981, fue utilizado para la predicción meteorológica en los Estados Unidos.

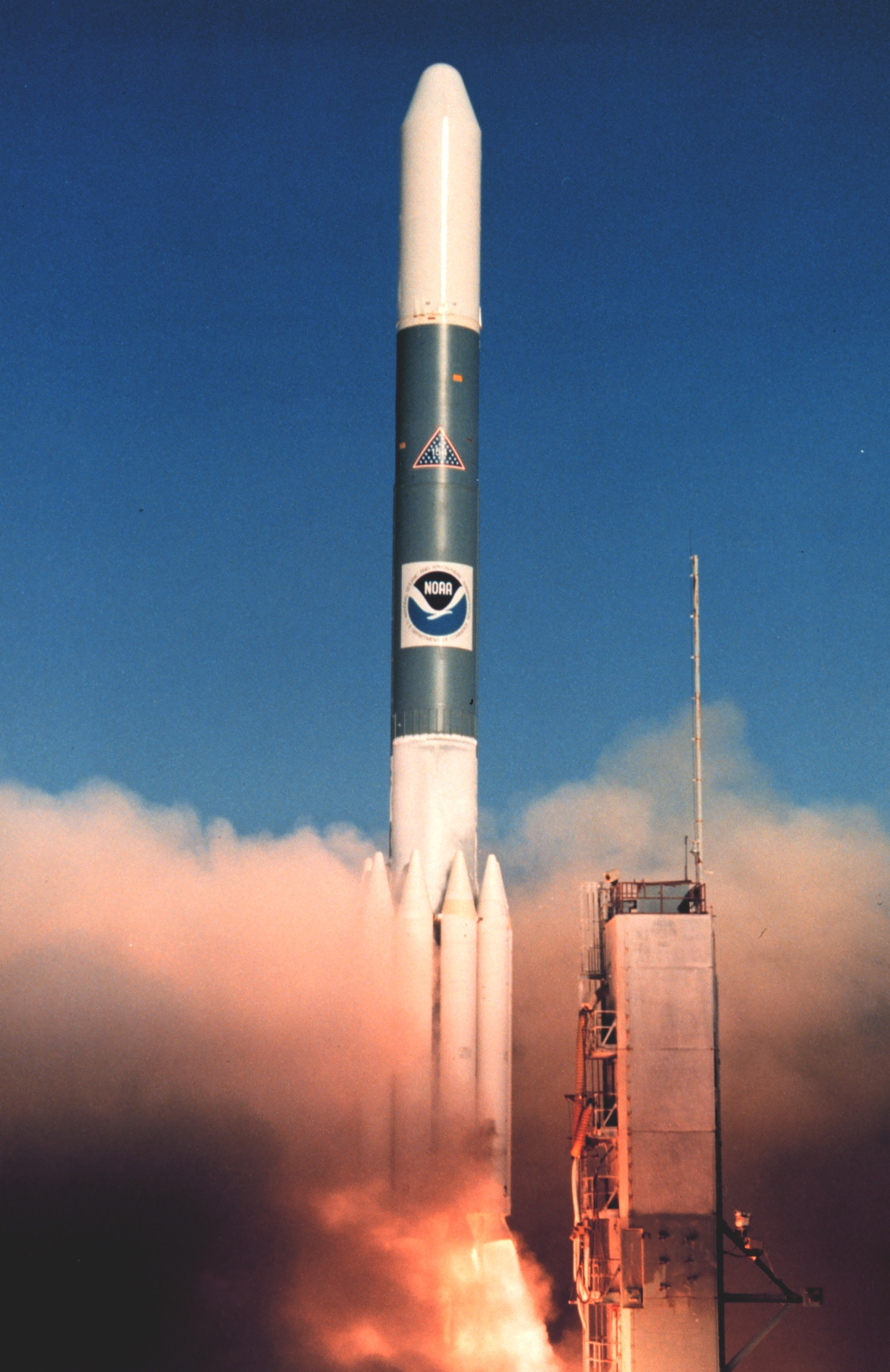
Lanzamiento del GOES-E en un Delta 3914

Fue construido por Hughes Space and Communications y estaba basado en el modelo de satélite HS-371. En el lanzamiento tenía una masa de 660kg, con una vida útil prevista de funcionamiento alrededor de 7 años.
GOES 5 fue lanzado utilizando un cohete transportador Delta 3914 despegado desde el Launch Complex 17A en la Estación de la Fuerza Aérea de Cabo Cañaveral. El lanzamiento fue a las 22:29 GMT del 22 de mayo de 1981 y colocó con éxito el GOES-E en una órbita de transferencia geoestacionaria el 2 de junio por medio de un motor Star-27 a bordo. Después fue posicionado en latitud 85° W, pero a finales de 1981, se trasladó al 75° W. Permaneció allí hasta 1987 cuando fue movido a 106° W. En 1988 fue reubicado a 65º W, donde operó hasta 1989. El instrumento principal que llevaba a bordo, el Visible Infrared Spin-Scan Radiometer o VISSR, falló en 1984. Los satélites GOES 1 y GOES 4 se reactivaron para cubrir la cobertura hasta que se pudiera lanzar un sustituto. Se sustituyó finalmente por el GOES-H en 1987, ya que el GOES-G no consiguió llegar a la órbita. GOES 5 fue retirado a una órbita cementerio el 18 de julio de 1990.
- Datos: Q3813721
- Multimedia: GOES 5 / Q3813721